# Kolosivka, Ovruci
Kolosivka (în ucraineană Колосівка) este un sat în comuna Pidruddea din raionul Ovruci, regiunea Jîtomîr, Ucraina.

## Demografie
Componența lingvistică a localității Kolosivka
     Ucraineană (97,87%)
     Rusă (2,13%)
Conform recensământului din 2001, majoritatea populației localității Kolosivka era vorbitoare de ucraineană (97,87%), existând în minoritate și vorbitori de rusă (2,13%).